# 比亞努埃瓦 (門多薩省)
32°54′S 68°46′W / 32.900°S 68.767°W
比亞努埃瓦（西班牙語：Villa Nueva）是阿根廷門多薩省的城鎮，也是瓜伊馬延縣的首府，位於該國西部，始建於1896年5月31日，面積6.7平方公里，海拔高度800米，2001年人口31,820，人口密度每平方公里4,749.25人。